# 高谷聡
高谷 聡（こうたに さとし、1970年2月11日 - ）は、日本のブラジリアン柔術家、柔道家、元総合格闘家。

ブラジリアン柔術・黒帯、柔道四段。パラエストラ吉祥寺/パラエストラ渋谷・代表。JBJJF公認A級審判員。

学習院大学柔道部監督。現CSF（コンバット・サブミッション・ファイティング）王者。

パラエストラ吉祥寺の代表として、JBJJF東日本柔術選手権を第1回大会(2013年)から第5回大会(2017年)まで団体優勝5連覇へと導き、国内柔術界において名伯楽との呼び声も高い。

## 来歴
12歳で武道を始め、明治神宮至誠館にて合気道を学ぶ。幼少期から巨漢少年として知られており、その恵まれた体格から高校入学時に柔道部へと誘われたことをきっかけに、高校・大学・実業団と柔道家としての道を歩む。

実業団所属時代の1997年、鈴木道場サンボクラスに出稽古中に日本ブラジリアン柔術連盟会長である中井祐樹と知り合い、同年末に中井によって設立されたパラエストラ東京に入門、ブラジリアン柔術を始める。

2001年、パラエストラ吉祥寺を設立。その後パラエストラ古河、パラエストラ渋谷の代表へと就任し、嶋田裕太をはじめとする数々の強豪柔術家の育成に務める。

2005年、中井祐樹よりブラジリアン柔術の黒帯を取得。

2017年5月、白幡小学校時代の同級生と結婚。47歳にしての初婚となった。

## 人物
好物はラーメンとカレー。苦手なものはネギ全般。

柔術クラスでの教えは割と適当で、専ら技術練習の時間よりもスパーリングの時間のほうが参加者が多い傾向にある。

柔術スタイルは豊富な脂肪と体重を活かした重圧な押さえ込みと、高谷固めと呼ばれる独自の脇固めを得意技としている。

なお、柔術の教えの適当さとは裏腹に意外とマメな性格であり、自身のブログ「渋吉柔術日記」の更新は日々欠かさない。

長年独身と思われていたが、2017年に電撃結婚を果たし、一時Google検索のトレンドワード入りをするなど柔術界隈ではちょっとした事件となった。

また、小学校時代の同級生と結婚したと本人は主張するものの、未だ夫人の姿は公開されておらず、一部門下生の間では、これは壮大なドッキリなのではないかと噂されている。

## 戦績

### ブラジリアン柔術
| 勝敗 | 対戦相手       | 試合結果            | 大会名                 | 開催年月日     |
| ○    | ファビオ・原田 | 4:08 アキレス腱固め | プロ柔術 Ground Impact | 2015年10月11日 |

### グラップリング
| 勝敗 | 対戦相手             | 試合結果    | 大会名                                            | 開催年月日    |
| ○    | ニール・スウェイルス | ポイント1-0 | CFS（コンバット・サブミッション・ファイティング） | 2007年6月1日  |
| ○    | 神田崇広             | ポイント1-0 | CFS（コンバット・サブミッション・ファイティング） | 2009年5月25日 |

## 獲得タイトル
- 初代CFS（コンバット・サブミッション・ファイティング）王者（2007年）
- 全日本マスター柔術選手権 シニア2黒帯ミドル級 優勝（2011-2013年）
- 全日本マスター柔術選手権 マスター3黒帯ミドル級 優勝（2014-2015年）
- 全日本マスター柔術選手権 マスター4黒帯ミディアムヘビー級/無差別級 優勝（2017年）

## 主な弟子
- 樋口翔己